# Czerwona Skałka (Biała Woda)

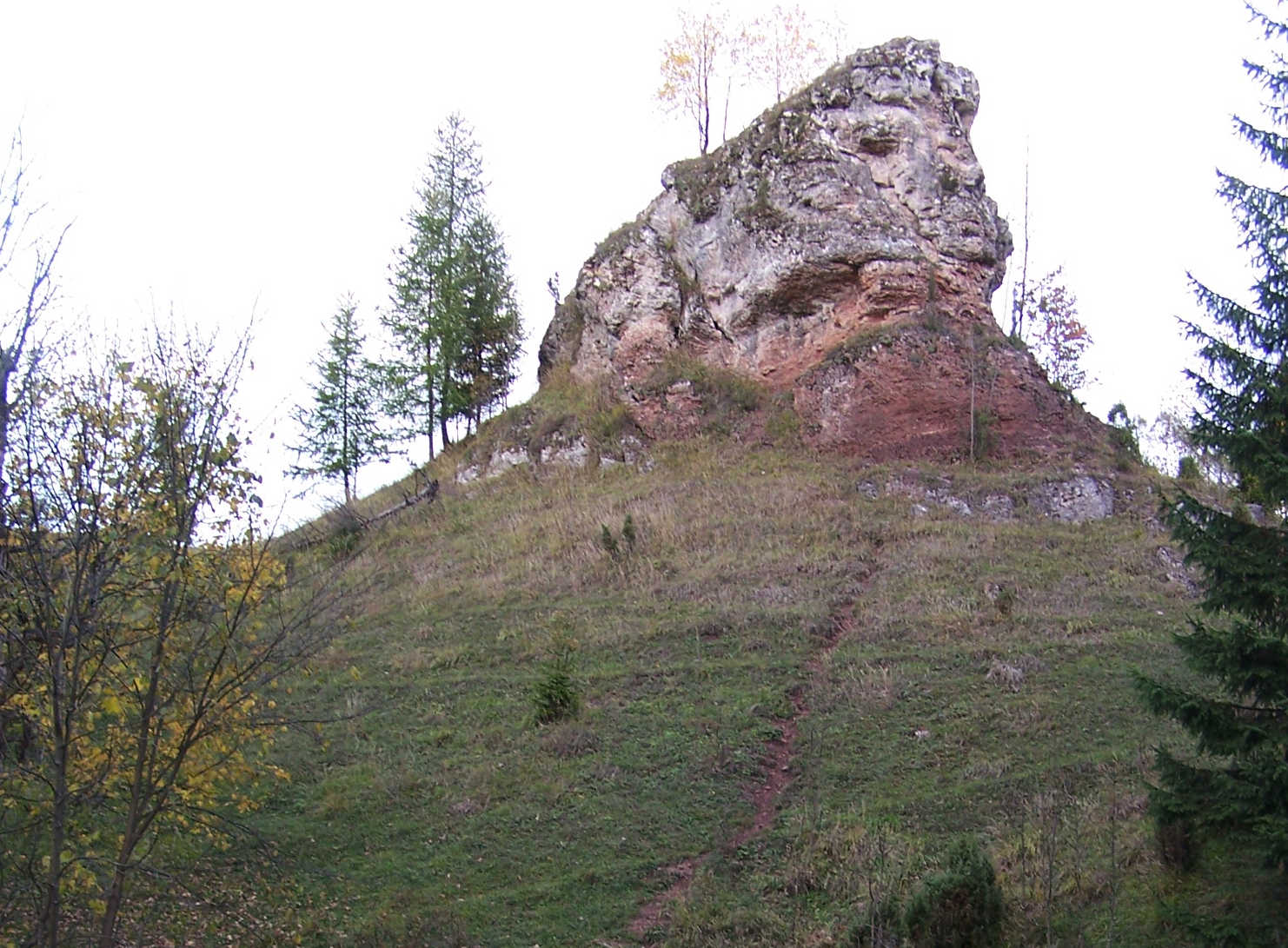

Czerwona Skałka – czerwono wybarwiona wapienna skała w Dolinie Biała Woda w Małych Pieninach. Znajduje się naprzeciwko ujścia potoku Zimna Studnia do płynącego dnem doliny potoku Biała Woda, na niewielkim zboczu po północnej stronie. Przy Czerwonej Skałce prowadząca doliną ścieżka turystyczna przekracza potok drewnianym mostkiem. Z powodu kształtu przypominającego sfinksa zwana jest także Skałą Sfinks, a z racji swojego położenia na dawnym osiedlu Kornaje nieistniejącej już łemkowskiej wsi Biała Woda także Kornajowską Skałą. Obecnie jest to teren rezerwatu przyrody Biała Woda, w granicach wsi Jaworki w województwie małopolskim, w powiecie nowotarskim, w gminie Szczawnica.
Naprzeciwko Czerwonej Skałki, po drugiej stronie potoku znajdują się Konowalskie Skały. W dolinie Biała Woda jest jeszcze wiele innych skał. Największe i najciekawsze z nich to: Bazaltowa Skałka, Czubata, Smolegowa Skała, Kociubylska Skała i Brysztańskie Skały.

## Szlaki turystyki pieszej
– żółty z Jaworek przez rezerwat Biała Woda na przełęcz Rozdziele, gdzie krzyżuje się ze szlakiem niebieskim prowadzącym grzbietem Małych Pienin do Beskidu Sądeckiego.